# Pinckneyville
La ville de Pinckneyville est le siège du comté de Perry, dans l’État de l’Illinois, aux États-Unis.

## Source
- (en) Cet article est partiellement ou en totalité issu de l’article de Wikipédia en anglais intitulé « Pinckneyville, Illinois » (voir la liste des auteurs).